# Sinagoga Halyc'ka di Kiev

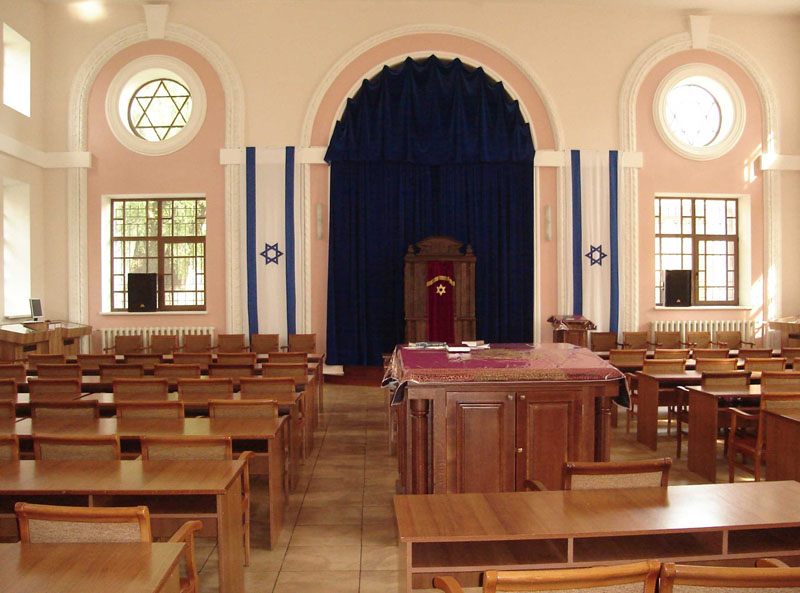
La sala di preghiera

La sinagoga Halyc'ka di Kiev (in ucraino Галицька синагога?, Halyc'ka synahoha), costruita tra il 1909 e il 1910, è una delle tre sinagoghe oggi attive a Kiev, in Ucraina. Dismessa dal 1930 per ordine delle autorità sovietiche, fu restituita alla proprietà della comunità ebraica nel 2001, restaurata e riaperta al culto nel 2004.

## Storia
La sinagoga fu costruita nel 1909-1910 su progetto dell'architetto Fedir Mefodijovyč Oltarževs'kyj. È un edificio a due piani, con un'ampia e luminosa sala di preghiere dalle linee architettoniche molto semplici e una galleria per le donne. L'esterno è in stile eclettico con elementi neoromanici.

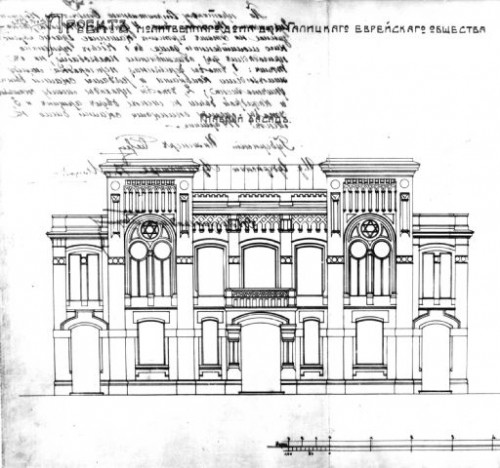
Il piano di costruzione
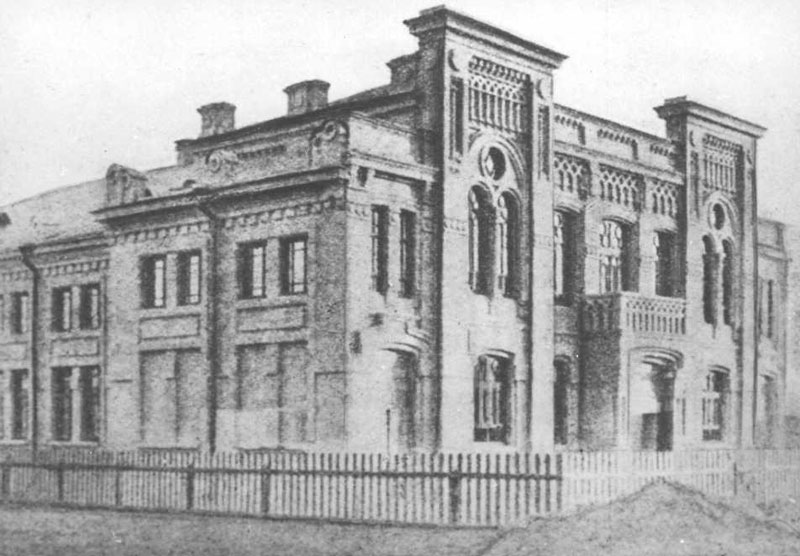
La sinagoga nel 1910

Nel 1930 la sinagoga fu confiscata dalle autorità sovietiche, che la destinarono ad ospitare i laboratori di una fabbrica di elettronica. Di fronte alla facciata fu costruita un'anonima sala da pranzo per gli operai.
Nel 2001 le autorità della nuova Repubblica ucraina hanno restituito la proprietà della sinagoga alla comunità ebraica. Importanti interventi di restauro furono effettuati nel 2002-2004, che hanno ridato piena funzionalità all'edificio, per il culto e le sue attività sociali ed educative.

## Galleria d'immagini

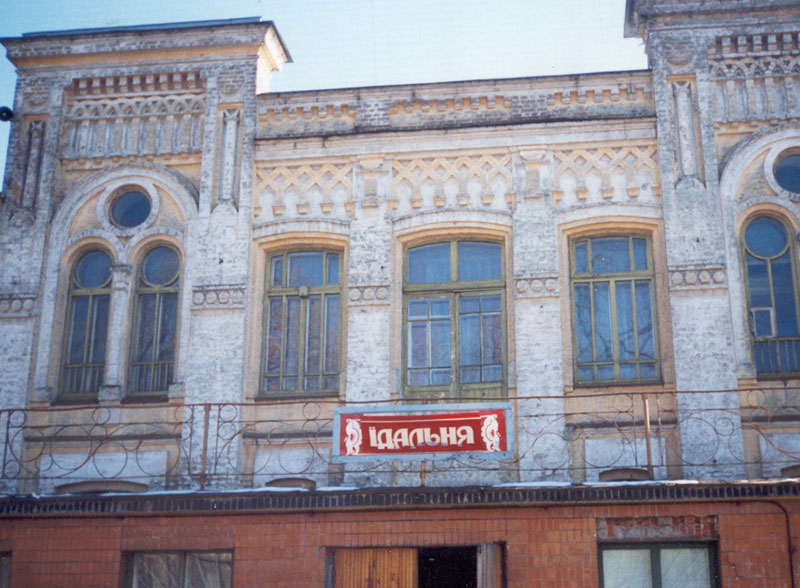
Prima del restauro
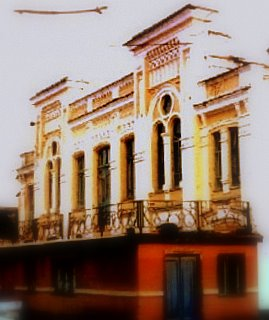
Prima del restauro
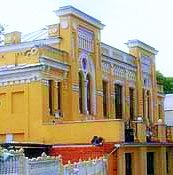
Dopo i primi interventi
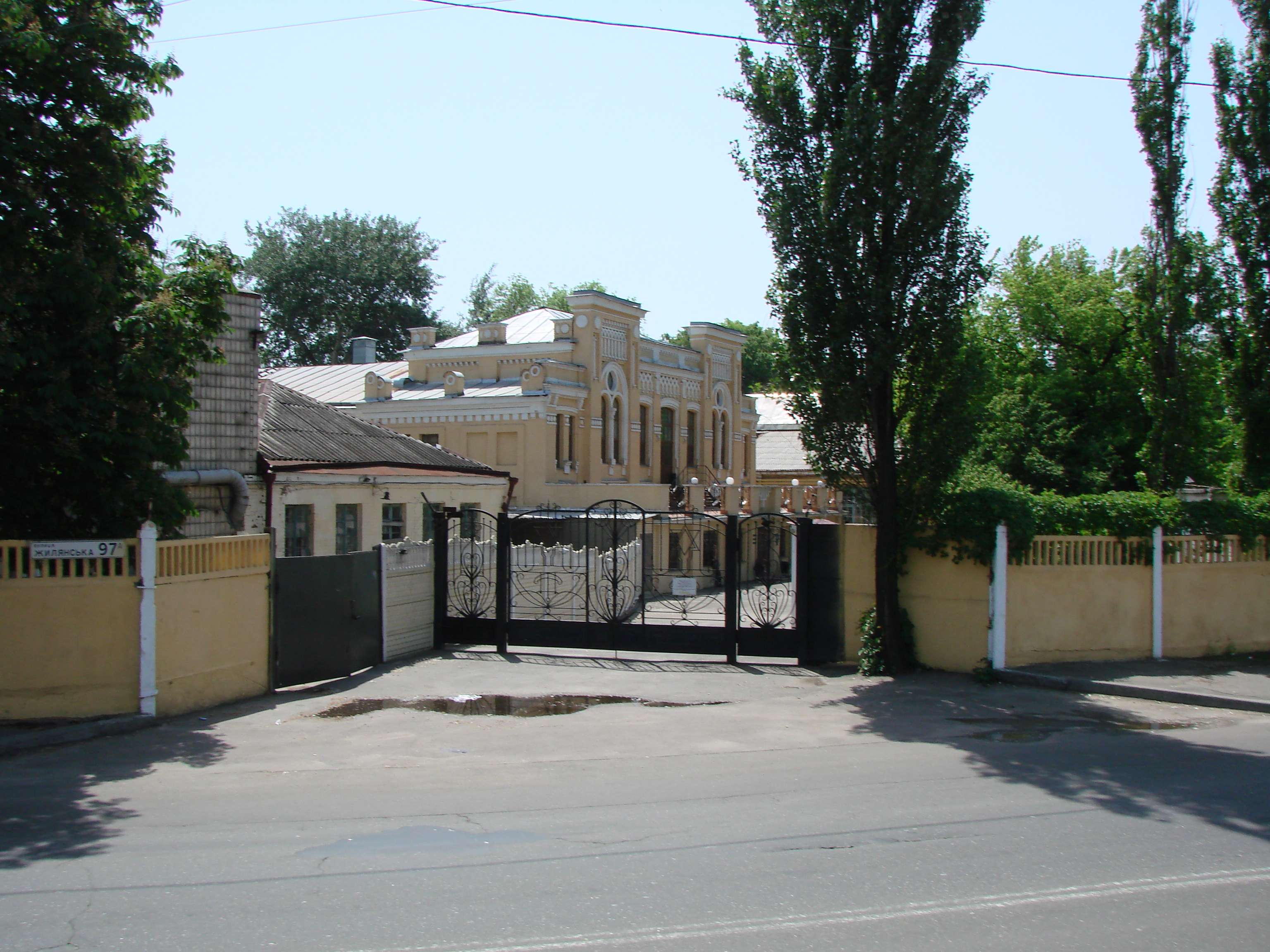
Oggi